# چاکا
چاکا (به بلغاری: Чака) تزار بلغارستان از ۱۲۹۹ تا ۱۳۰۰ میلادی بود.
چاکا فرزند جنگ‌سالار مغول، نغای خان از خاندان بورجیگین بود و مادرش آلاکا نام داشت. چاکا با دختر گئورگی ترتر یکم تزار بلغارستان پیمان زناشوی بسته بود. نام این دختر النا بود. در دههٔ ۱۲۹۰ میلادی وی در نبرد با خان اردوی زرین -تقتا- با نغای خان همراهی کرد، ولی تقتا پیروز شد و در ۱۲۹۹ میلادی نغای را کشت. در همان سال چاکا با تهدید ایوان دوم را از پایتخت راند و در ولیکو ترنوو خود را فرمانروا خواند. ولی اندکی پس از آن سپاهیان تقتا به پشت دروازه‌های ترنوو رسیدند و شهر را در محاصره گرفتند. در این بین تودور اسوتسلاو -برادر همسر چاکا- توطئه‌ای ترتیب داد که منجر به دستگیری و قتل چاکا شد. سربریدهٔ چاکا را برای تقتا فرستادند و خود تودور اسوتسلاو خود را تزار بلغارستان خواند.
از فرزندان احتمالی چاکا تنها یکی شناخته شده‌است و آن پسری است که مادرش از زنان متعهٔ چاکا بوده و قره کوچک نام داشته‌است. قره کوچک در سال‌های پس از ۱۳۰۱ میلادی فرماندهی بخش کوچکی از نیروهای تقتا را عهده‌دار بوده‌است.